# TDK由利本荘
TDK由利本荘株式会社（ティーディーケイゆりほんじょう）は、かつて電子部品の製造・販売を行っていた会社。TDKの100%出資の子会社で、秋田県由利本荘市に本社を置いていた。
2017年4月1日、TDKグループ内の組織再編に伴い、新たに設立されるTDK秋田（本社：由利本荘市、現・TDKエレクトロニクスファクトリーズ株式会社）にTDK羽後、TDK-MCCと共に吸収合併され、解散した。

## 本社・工場
- 本社・本荘工場/秋田県由利本荘市石脇字山ノ神16-57
- 矢島工場/秋田県由利本荘市矢島町字元町字大川原175

## 沿革
- 1995年4月1日 - 本荘TDK株式会社、由利TDK株式会社、矢島TDK株式会社が合併してTDK秋田コンポーネンツ株式会社設立。
- 2005年4月1日 - TDK由利本荘株式会社に商号変更。
- 2016年7月 - 矢島工場を老朽化のため閉鎖[3]。
- 2017年4月1日 - TDK秋田（現・TDKエレクトロニクスファクトリーズ）に吸収合併され解散。